# Walther Zech
Walther Zech (* 12. November 1918; † 8. März 2010) war ein deutscher Verleger. 1981 nannte ihn die überregionale Wochenzeitung Die Zeit einen „der mächtigsten und eigenwilligsten Verleger von Regionalzeitungen in der Bundesrepublik Deutschland“.

## Leben
Zech absolvierte von 1937 bis 1939 eine Banklehre bei B. Simons & Co. in Düsseldorf. Von 1940 bis 1946 absolvierte er seinen Wehrdienst und geriet in Gefangenschaft. 1947 bis 1949 arbeitete er beim Essener Verlagshaus der Tageszeitung Die Welt. Später übernahm er unter anderem die Leitung des VDI-Verlags in Düsseldorf, bei dem er von 1952 bis 1961 arbeitete. Zech war Herausgeber des Düsseldorfer Zeitschriftenverlags, bei dem er von 1950 bis 1952 tätig war, und seit 1962 Geschäftsführer (bis 1981) und Mitherausgeber der Mainzer Verlagsanstalt (MVA) und Druckerei mit Tochtergesellschaft Will & Rothe KG, nach Umfirmierung in die Verlagsgruppe Rhein Main dessen geschäftsführender Gesellschafter. 1982 wurde er als Geschäftsführer Mitglied der Geschäftsleitung von Hase & Koehler Verlag GmbH in Mainz.
Er war von 1974 bis 1981 Vizepräsident des BDZV und war im Bundesverband Druck Mitglied des Hauptvorstandes. Er war Vorstandsmitglied im Verband der Zeitungsverleger in Rheinland-Pfalz und Saarland, später dessen Ehrenmitglied. Walther Zech war Mitglied des Deutschen Presserats, Präsidiumsmitglied und Mitglied des Industrie-Ausschusses der IHK Rheinhessen, Aufsichtsratsmitglied sowie Vorsitzender der Technischen Kommission der Deutschen Presse-Agentur und Präsidiumsmitglied im Zentralausschuss der Deutschen Werbewirtschaft (ZAW). Zudem gehörte er dem Kuratorium der Deutschen Sporthilfe und dem des Kulturfonds Mainzer Wirtschaft an. Er wirkte außerdem als Schatzmeister der Internationalen Gutenberg-Gesellschaft. Nach seinem Engagement im Präsidium des Internationalen Zeitschriftenverlegerverbands wurde er Ehrenmitglied des Präsidiums.

## Ehrungen
Walther Zech wurde im Krieg ausgezeichnet, war Officier l’ordre de mérite national (Frankreich), wurde geehrt mit dem Großen Verdienstkreuz des Verdienstordens der Bundesrepublik Deutschland, Ehrenring der Stadt Mainz, Johann-Heinrich-Merck-Ehrung der Stadt Darmstadt und zum Offizier des Ordre national du Mérite ernannt. Er war Ehrenmitglied der Verleger-Verbandes von Rheinland-Pfalz und Ehrenvizepräsident der Fédération International de la Presse Périodique.